# Lortel Archives
Lortel Archives (Internet Off-Broadway Database, IOBDb) — онлайн база даних театральних постановок, акторів, театрів та іншого умовного офф-Бродвею (off-Broadway — професійні театри в Нью-Йорку місткістю від 100 до 499 місць). Управляється фондом Lucille Lortel.
База збирає і зберігає інформацію про спектаклі, відкритих як для критиків, так і для широкого загалу і протрималися в репертуарі театру не менше тижня.